# ヒドロキシ酪酸二量体ヒドロラーゼ
ヒドロキシ酪酸二量体ヒドロラーゼ (hydroxybutyrate-dimer hydrolase) は、以下の化学反応を触媒する酵素である。
(R)-3-((R)-3-ヒドロキシブタノイルオキシ)ブタン酸 + H2O {\displaystyle \rightleftharpoons } 2 (R)-3-ヒドロキシブタン酸
したがって、この酵素の基質は(R)-3-((R)-3-ヒドロキシブタノイルオキシ)ブタン酸と水の2つ、生成物は(R)-3-ヒドロキシブタン酸である。
この酵素は加水分解酵素に属し、特にカルボン酸のエステル結合に作用する。系統名は(R)-3-((R)-3-hydroxybutanoyloxy)butanoate hydroxybutanoylhydrolaseで、別名にD-(-)-3-hydroxybutyrate-dimer hydrolaseがある。この酵素はブタン酸の代謝に関与する。